# Bogdan Ostromęcki

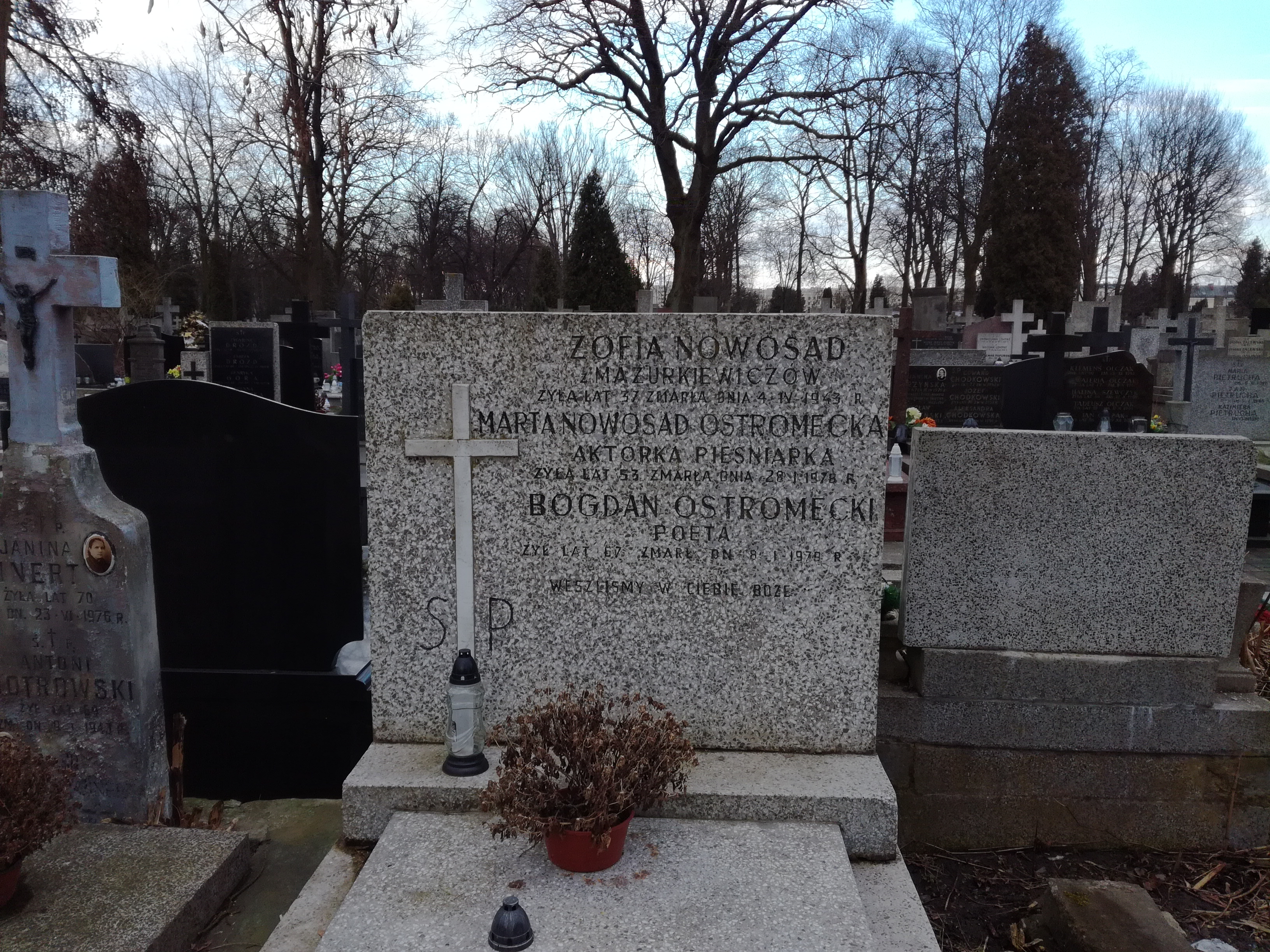
Grób Bogdana Ostromęckiego i Marty Nowosad na cmentarzu Bródnowskim

Bogdan Ostromęcki (ur. 12 lipca 1911 w Kowalu, zm. 8 stycznia 1979 w Warszawie) – polski poeta i eseista, z wykształcenia prawnik.

## Życiorys
W czasie II wojny światowej studiował filologię polską na tajnym Uniwersytecie Ziem Zachodnich w Warszawie i był żołnierzem Armii Krajowej. W 1949 rozpoczął pracę w dziale literackim Polskiego Radia i przez wiele lat (począwszy od 1958) kierował redakcją audycji poetyckich. Jako poeta zadebiutował w prasie literackiej w 1939. Jego liryka odznacza się tonacją refleksyjną, często nawiązującą do motywów ojczystej historii oraz tradycji kulturowej i religijnej, dążenie do zwartych i oszczędnych form lirycznego wyrazu. Był autorem zbiorów szkiców literackich Lirnicy, trubadurzy i tyrteje (1973) oraz Laury i piołuny (1974), w których usiłował na nowo odczytać spuściznę dziewiętnastowiecznych poetów, takich, jak: Cyprian Godebski, Teofil Lenartowicz, Kornel Ujejski, Karol Baliński, Włodzimierz Wolski, Władysław Syrokomla i Mieczysław Romanowski. W jego dorobku znalazły się także utwory dla dzieci i młodzieży, wiele słuchowisk radiowych i tłumaczenia poezji francuskiej (dzieła Jules’a Laforgue’a i Charles’a Péguya). W 1973 otrzymał nagrodę literacką imienia Włodzimierza Pietrzaka. Był członkiem Towarzystwa Przyjaciół Zduńskiej Woli.
Został pochowany na cmentarzu Bródnowskim (kwatera 16E-IV).

## Zbiory wierszy
- Popiół niepodległy (1947)
- Muzyka nad Młynowem (1952)
- Wędrowcy czasu (1958)
- Wieża z ziarenek maku (1960)
- Ptaki u słonych źródeł (1965)
- Znak planety (1968)
- Wybór wierszy (1972)
- Poezje wybrane (1975)
- Twój głos na każdej drodze (1977)
- Cedr (1982)
- Dom Odnaleziony (pośmiertnie, 1986, wybór: T. K. Ostromęcki, wstęp: Jan Twardowski)